# Chandigarh
Chandigarh är ett unionsterritorium (Union territory) i norra Indien. Territoriet domineras av staden med samma namn, som dessutom är huvudstad för såväl delstaten Punjab som delstaten Haryana. Dessutom ingår ytterligare 23 byar i territoriet. På territoriets 114 km² bor cirka 1,1 miljoner människor. Själva staden hade 961 587 invånare vid folkräkningen 2011, med totalt 970 602 invånare inklusive några förorter. Eftersom storstadsområden i Indien inte får tillgodoräkna sig områden över delstats- och territoriegränser räknas dock inte Ajitgarh, Kharar och Zirakpur (i Punjab) samt Panchkula (i Haryana) in. Tillsammans med dessa städer har hela storstadsområdet cirka 1,5 miljoner invånare (2011).
Staden Chandigarh planerades av den framstående schweiziske arkitekten Le Corbusier och byggdes av den indiska regeringen under 1950-talet.
Chandigarh låg tidigare i Punjab, men när de nuvarande delstaterna Punjab och Haryana bildades 1966 genom delning av Punjab fick Chandigarh bli federalt område. 